# Джонні Серл
Джонні Серл  (англ. Jonny Searle, 8 травня 1969) — британський веслувальник, олімпійський чемпіон.

## Виступи на Олімпіадах
| Олімпіада      | Дисципліна                        | Місце |
| -------------- | --------------------------------- | ----- |
| Барселона 1992 | двійка розстібна зі стерновим     | 1     |
| Атланта 1996   | четвірка розстібна без стернового | 3     |

## Зовнішні посилання
- Досьє на sport.references.com [Архівовано 6 січня 2009 у Wayback Machine.]

1. ↑  Searle Jonathan